# HH-100商用无人运输机
HH-100商用无人运输机，是由中国航空工业集团自主研制的航空商用无人运输系统。2024年6月12日，在陕西西安首飞成功。HH-100最大起飞重量2吨、商业标准载重700千克、满载航程520千米、最大巡航时速300千米、最大使用高度5千米。主要应用场景为支线物流，同时可扩展森林草原灭火、火灾监测、救援物资运输与投送、中继通信与人工增雨等应用场景。